# Celkem jiná
Celkem jiná (Del tutto diversa) è il secondo album della cantante ceca Gabriela Gunčíková, pubblicato il 30 maggio 2013 dall'etichetta discografica Lewron Music Center. Dall'album è stato estratto il singolo Černý anděl. Celkem jiná è entrato alla decima posizione della classifica della Repubblica Ceca, per poi raggiungere la terza nella sua seconda settimana.

## Tracce
1. Celkem jiná
2. Provokatérka
3. Zrozená z moří
4. Černý anděl
5. Měl by ses mě bát
6. Časy jsou zlé
7. Šílená
8. Nech si ránu poslední
9. Bezmoc
10. Se mnou leť

## Classifiche
| Classifica (2013) | Posizione massima |
| ----------------- | ----------------- |
| Repubblica Ceca   | 3                 |